# Condado de Appanoose
El condado de Appanoose (en inglés: Appanoose County, Iowa), fundado en 1843, es uno de los 99 condados del estado estadounidense de Iowa. En el año 2000 tenía una población de 13 721 habitantes con una densidad poblacional de 11 personas por km². La sede del condado es Centerville.
El condado fue una vez una importante región minera. En las últimas décadas, el estado ha hecho un esfuerzo para desarrollar la fabricación como una forma alternativa de empleo. A Rubbermaid era el más grande empleador privado, hasta que la compañía anunció, en junio de 2006, que la planta, ubicada en el Centerville parque industrial, se cerraría en octubre de 2006.

## Historia
El Condado de Appanoose, fue formado el 17 de febrero de 1843, desde el territorio abierto. Fue nombrado para el Meskwaki Jefe Appanoose, quien no participó en la guerra contra el Halcón Negro, abogando por la paz. La sede del condado presentes se llamaba Caldea, y posteriormente fue renombrado en honor a Senterville del Gobernador Senter, de Tennessee. En abril de 1848, el palacio de justicia, construido a expensas de $ 160, fue puesto en uso y se desempeñó como tal hasta 1857. El segundo juzgado, fue inaugurado en 1864, y fue quemado por completo por primera vez, un cuatro de julio en una demostración de fuegos artificiales. El tercer juzgado, se inició el 21 de mayo de 1903, y continua hasta la actualidad.

## Geografía
Según la Oficina del Censo, el condado tiene un área total de 1337 km² (516,2 mi²), de la cual 1285 km² (496,1 mi²) es tierra y 52 km² (20,1 mi²) es agua.

### Condados adyacentes
- Condado de Monroe norte
- Condado de Wapello noreste
- Condado de Lucas noroeste
- Condado de Davis este
- Condado de Schuyler sureste
- Condado de Putnam suroeste
- Condado de Wayne oeste

## Demografía
En el 2000 la renta per cápita promedia del condado era de $28 612, y el ingreso promedio para una familia era de $35 980. El ingreso per cápita para el condado era de $14 644. En 2000 los hombres tenían un ingreso per cápita de $27 499 contra $20 452 para las mujeres. Alrededor del 14.50% de la población estaba bajo el umbral de pobreza nacional.
| 1900   | 1910   | 1920   | 1930   | 1940   | 1950   | 1960   | 1970   | 1980   | 1990   | 2000   |
| ------ | ------ | ------ | ------ | ------ | ------ | ------ | ------ | ------ | ------ | ------ |
| 25 927 | 28 701 | 30 535 | 24 835 | 24 245 | 19 683 | 16 015 | 15 007 | 15 511 | 13 743 | 13 721 |

## Lugares

### Ciudades
Centerville |
Cincinnati |
Exline |
Moravia |
Moulton |
Mystic |
Numa |
Plano |
Rathbun |
Udell |
Unionville

### Municipios
Bellair |
Caldwell |
Chariton |
Douglas |
Franklin |
Independence |
Johns |
Lincoln |
Pleasant |
Sharon |
Taylor |
Udell |
Union |
Vermillion |
Walnut |
Washington |
Wells

### Principales carreteras
- Carretera de Iowa 2
- Carretera de Iowa 5
- Carretera de Iowa 202